# Этика совершенства
Э́тика соверше́нства или э́тика соверше́нствования — направление этики, рассматривающее совершенство как идеал, а также описывающее пути достижения нравственного идеала, пытаясь ответить на вопрос, достижимо ли совершенство

## Определение совершенства

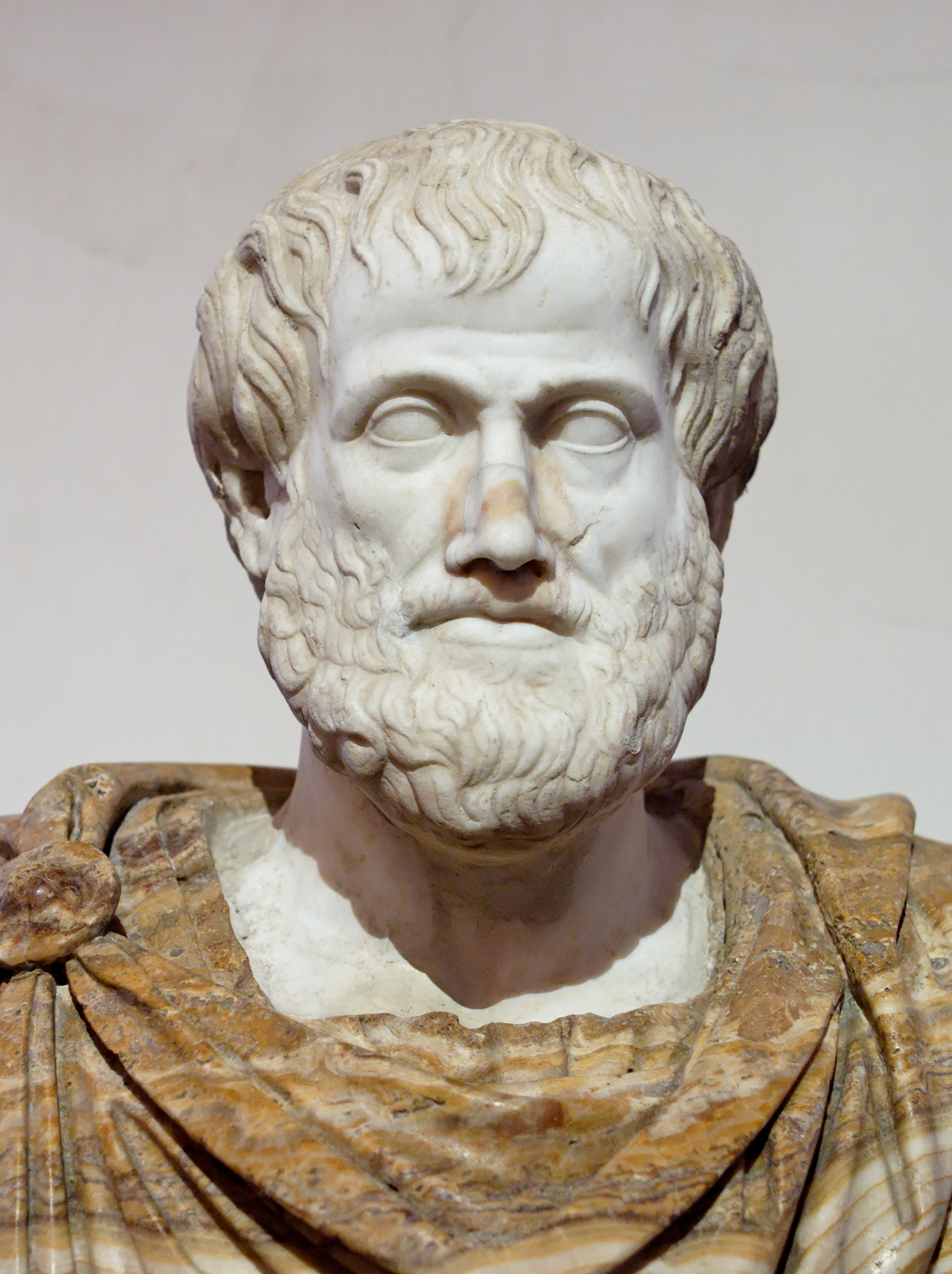
Аристотель

По мнению Аристотеля, совершенство является одной из характеристик добродетельности:
Совершенной является добродетельная, а значит, деятельная личность, знающая надлежащую меру всему и во всем стремящаяся к достойной, разумно определенной и прекрасно-благой жизни
И. Кант предполагал, что понятие совершенства связано с понятием долга
Необязательно совершенствование того, что дано человеку природой или жизненными обстоятельствами. Нравственное совершенство начинается с усилия по преображению этих данных в соответствии с требованиями долга. С собственно же этической точки зрения, следует самосовершенствоваться в исполнении долга
:
В этических учениях стоицизма, христианства и буддизма, совершенство — это внутренняя свобода от страстей, временных обстоятельств, отрешение от физического мира, которое достигается путём наложения аскезы, различных видов аскетических практик:

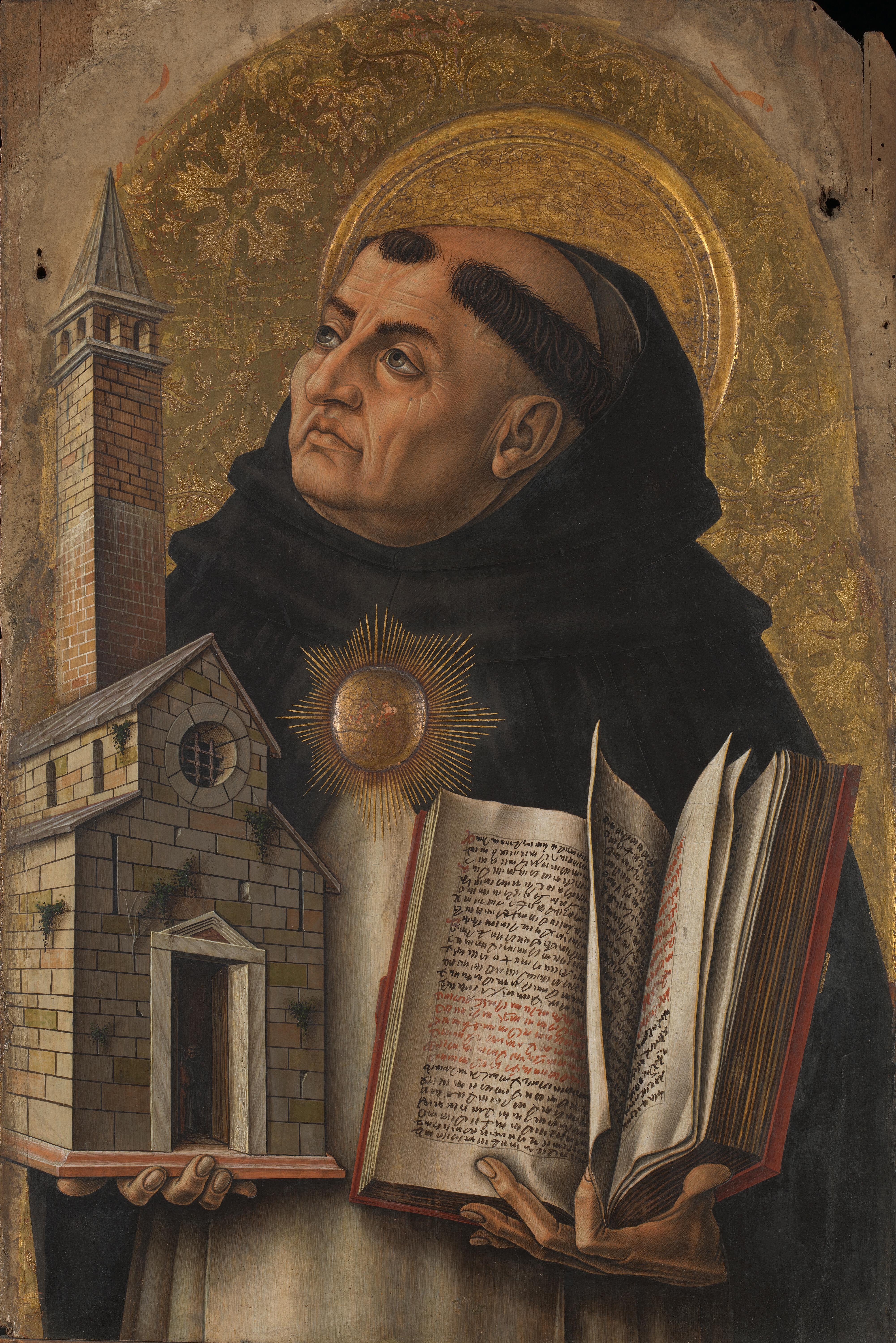
Фома Аквинский

Христианские источники утверждают, что достижение совершенства — это осуществление своего предназначения путем необходимого подчинения воле Бога, мысленного соединения с Ним, что позволит обрести спасение души:
«Будьте столь же совершенны, как отец небесный» (Евангелие от Матфея 5:48).
Буддизм передает учение Будды Шакьямуни (Гаутамы) о восьмеричном пути прекращения страданий: праведная вера, праведное намерение, праведная речь, праведные поступки — ненасилие (ахимса), праведный образ жизни, праведное усилие, праведная мысль, праведное сосредоточение. При этом мораль отождествляется с самосовершенствованием, духовным самоуглублением индивида.
Фома Аквинский считал, что для достижения совершенства требуется «упорядочение и управление» душевными и физическими силами человека. Таким образом, средневековая традиция трансформировала идею совершенства в идею самосовершенствования и в мысль о том, что совершенство — это следствие развития души.

## Путь совершенствования
Путь совершенствования человеческой натуры начинается с момента, когда личность старается осмыслить себя и свою систему ценностей и осознаёт собственное несовершенство, то есть несоответствие этим ценностям. В этом есть проблема совершенства, осознание которой происходит в нравственном мире каждого отдельного человека: «Совершенство представляет собой знание человека о собственном несовершенстве» и желание изменить ситуацию к лучшему. Как следствие, осознание причин несовершенства сопровождается покаянием, то есть признанием собственных ошибок в прошлом, сожалением о них и твёрдым желанием не совершать их в будущем.
С момента осознания собственного несовершенства личность начинает практики по изменению (улучшению) своей натуры, характера, мыслей, чувств и поступков, которые предполагают жертвенность, смирение, послушание, преодоление человеческой природы. Благодаря смирению личность освобождается также от своего понимания совершенства и попыток сотворить собственный идеал.
Помимо осознания несовершенства, принципиальным условием совершенствования является желание и постоянство усилий личности на этом пути, которая не должна останавливать своих действий, несмотря на невозможность обретения высшего совершенства. Личность должна совершенствоваться, насколько хватает её способностей, поскольку благодаря этим действиям преодолевается внутренняя разорванность с нравственным идеалом, а также на основе её достижений преобразовывается и окружающий мир, что является этически значимым фактом и раскрывается как заповедь любви к миру.